# Leninpiek
De Leninpiek is de hoogste berg in de Transalai-keten van Centraal-Azië, en de op een na hoogste berg in de Pamir. De berg ligt op de grens van Kirgizië (noordkant) en Tadzjikistan (zuidkant).

## Benamingen
De berg kreeg na zijn "ontdekking" door Aleksej Fedtsjenko in 1871 de naam Kaufmannberg, naar Konstantin von Kaufman (1818-1882), de eerste gouverneur-generaal van Russisch Generaal-gouvernement Turkestan. Stalin gaf de berg in 1928 zijn huidige naam, naar Lenin, de Russische revolutionair en eerste leider van de Sovjet-Unie.
Sinds 2 juli 2006 is in Tadzjikistan een andere naam voor de berg in gebruik, omdat de naam Leninpiek herinnerde aan het sovjettijdperk. Deze naam is volgens sommige bronnen Onafhankelijkheidsberg, maar volgens andere Ibn-Sinoberg, naar de wetenschapper Avicenna.

## Beklimmingen
De Leninpiek werd tot 1933 beschouwd als de hoogste berg in de Sovjet-Unie. In dat jaar werd de toenmalige Stalinpiek (nu: Ismail Samanipiek) voor het eerst beklommen en bleek deze laatste berg hoger te zijn.
De Leninpiek werd zelf voor het eerst beklommen in 1928, door een Duits-Oostenrijks team bestaande uit Karl Wien, Eugene Allwein en Erwin Schneider.
De berg is wegens zijn gemakkelijke toegankelijkheid en sommige relatief makkelijke routes erg populair bij bergbeklimmers. Er zijn echter enige ongelukken gebeurd. In 1974 verongelukte een team van acht vrouwelijke beklimmers hoog op de berg in een storm. Een aardbeving in 1990 doodde 43 beklimmers.
De top is een van de vijf zevenduizenders op het grondgebied van het voormalig Sovjet-Unie die beklommen dient te worden voor het verkrijgen van de Sneeuwpanteronderscheiding.